# La Combe-de-Lancey
La Combe-de-Lancey este o comună în departamentul Isère din sud-estul Franței. În 2009 avea o populație de 707 de locuitori.

## Evoluția populației
| An        | 1975 | 1982 | 1990 | 1999 | 2006 | 2009 |
| --------- | ---- | ---- | ---- | ---- | ---- | ---- |
| Populație | 243  | 350  | 452  | 528  | 644  | 707  |